# Horvát női vízilabda-válogatott
A horvát női vízilabda-válogatott Horvátország nemzeti válogatottja, melyet a Horvát Vízilabda-szövetség irányít. 
Horvátország a női mezőnyben nem számít vízilabda-nagyhatalomnak, legjobb eredményük eddig két 8. helyezés az Európa-bajnokságokról.

## Eredmények

### Világbajnokság
- 2025 – 13. hely

### Európa-bajnokság
- 2010 – 8. hely
- 2016 – 11. hely
- 2018 – 11. hely
- 2020 – 10. hely
- 2022 – 8. hely
- 2024 – 8. hely